# Operacja kwantuńska
Operacja kwantuńska (ros. Маньчжурская операция) – radziecka operacja wojskowa przeprowadzona w końcowym etapie II wojny światowej, zaplanowana przez marszałka Aleksandra Wasilewskiego i rozpoczęta po wypowiedzeniu wojny Japonii przez ZSRR 8 sierpnia 1945, której celem było wyzwolenie spod okupacji japońskiej Mandżurii i Korei do 38. równoleżnika. W warstwie symbolicznej operacja miała również pomścić klęskę Rosji poniesioną w wojnie z Japończykami stoczonej 40 lat wcześniej.
Zgodnie z ustaleniami podjętymi na konferencji w Teheranie w listopadzie 1943 roku oraz konferencji w Jałcie w lutym 1945 roku Związek Radziecki miał wkroczyć na dalekowschodni teatr działań wojennych w ciągu trzech miesięcy od zakończenia wojny w Europie. Radziecka inwazja rozpoczęła się o północy 9 sierpnia 1945 roku, a więc dokładnie trzy miesiące po kapitulacji Niemiec (podpisanej 9 maja o godz. 0:43 według czasu moskiewskiego).
Za obronę Mandżurii odpowiadała japońska Armia Kwantuńska. Po stronie sowieckiej działania były organizowane przez wojska Frontu Dalekowschodniego. Część wojsk radzieckich przerzucano na Daleki Wschód tuż po opanowaniu Berlina. Główną operacyjną jednostką ofensywną Armii Czerwonej był Front Zabajkalski, dowodzony przez marszałka Rodiona Malinowskiego (wcześniej dowódca 2 Frontu Ukraińskiego, później Minister Obrony ZSRR), atakujący na kierunku Bajkał – Morze Wschodniochińskie.
Pomimo miejscami desperackiego oporu japońskich obrońców, przewaga wojsk sowieckich była tak wielka, że wynik operacji był przesądzony już przed jej rozpoczęciem. Armia Czerwona pokonała odległość ok. 2000 km oraz góry Wielki Chingan w ciągu około tygodnia. Ponad pół miliona żołnierzy japońskich dostało się do niewoli. Wojska radzieckie zniszczyły porównywalną liczebnie Armię Kwantuńską w zaledwie 12 dni.
Chociaż operacja rozciągnęła się poza granice krainy historycznej znanej jako Mandżuria – to znaczy tradycyjne ziemie Mandżurów – skoordynowane i zintegrowane natarcia na północne terytoria okupowane przez Japończyków zostały również zbiorczo nazwane operacją mandżurską. W historiografii radzieckiej i rosyjskiej jest ona również nazywana mandżurską strategiczną operacją ofensywną (ros. Маньчжурская стратегическая наступательная операция).
Wraz ze zrzuceniem bomb atomowych na Hiroszimę i Nagasaki operacja kwantuńska była jednym z czynników, które najbardziej przyczyniły się do klęski Japonii w II wojnie światowej. Jej rezultatem politycznym było natomiast umocnienie wpływów radzieckich w tej części świata i ułatwienie powojennej ekspansji komunizmu w Azji.

## Tło
Wojna rosyjsko-japońska stoczona na początku XX wieku zakończyła się spektakularnym zwycięstwem Japonii i traktatem z Portsmouth, na mocy którego, w połączeniu z innymi późniejszymi wydarzeniami, w tym incydentem mukdeńskim i japońską inwazją na Mandżurię we wrześniu 1931 roku, Japonia ostatecznie przejęła kontrolę nad Koreą, Mandżurią i południowym Sachalinem. Pod koniec lat 30. XX wieku doszło do szeregu incydentów granicznych między ZSRR a Japonią, z których najbardziej znaczącymi były bitwa nad jeziorem Chasan (lipiec – sierpień 1938) i bitwa nad Chałchin-Goł (maj – wrzesień 1939), które doprowadziły do zawarcia radziecko-japońskiego paktu o nieagresji z kwietnia 1941 roku. Pakt o nieagresji uwolnił armie obu stron i pozwolił Sowietom skoncentrować się na wojnie z Niemcami, a Japończykom na ekspansji w Azji Południowo-Wschodniej i rejonie Oceanu Spokojnego.
Po zwycięstwie pod Stalingradem, wskutek rosnącej pewności ostatecznej porażki Niemiec, stosunek Sowietów do Japonii ulegał zmianie, zarówno publicznie, gdy Stalin wygłaszał przemówienia potępiające Japonię, jak i tajnie, gdy Związek Radziecki gromadził siły i zapasy na Dalekim Wschodzie. Na konferencji w Teheranie w listopadzie 1943 roku Józef Stalin, Winston Churchill i Franklin Delano Roosevelt zgodzili się, że Związek Radziecki przystąpi do wojny z Japonią po pokonaniu Niemiec. Stalin stanął przed dylematem: chciał uniknąć wojny na dwóch frontach za wszelką cenę, ale widział też okazję do zabezpieczenia swoich interesów na Dalekim Wschodzie, powiększając wpływy polityczne, jakie już zdobył w Europie. Jedynym sposobem, w jaki Stalin mógł zapewnić sobie te zyski bez prowadzenia wojny na dwóch frontach, było pokonanie Niemiec przed uderzeniem na Japonię.
Z powodu paktu o nieagresji pomiędzy ZSRR a Japonią, Sowieci uczynili swoją oficjalną polityką internowanie alianckich samolotów i załóg, które lądowały na terytorium ZSRR po operacjach przeciwko Japonii. Jednak Sowieci i zachodni alianci wkrótce doszli do nieformalnych porozumień, aby obejść te ograniczenia. Pod przykrywką programu Lend Lease Amerykanie oficjalnie przekazywali samoloty internowane przez Sowietów na Dalekim Wschodzie jako wsparcie wojenne, przy wzajemnym zrozumieniu, że Sowieci będą mogli również używać internowanych maszyn tylko przeciwko Niemcom bez ujawniania ich prawdziwego pochodzenia. W zamian alianccy lotnicy przetrzymywani w Związku Radzieckim byli zazwyczaj przenoszeni do obozów w pobliżu Iranu lub innych kontrolowanych przez aliantów terytoriów, skąd zazwyczaj szybko pozwalano im „uciec”. Niemniej jednak, sowiecka obecność wojskowa na Dalekim Wschodzie stale się powiększała, nawet przed klęską Niemiec. Na początku 1945 roku stało się dla Japończyków oczywiste, że Sowieci przygotowują się do inwazji na Mandżurię, chociaż prawidłowo założyli, że mało prawdopodobne jest, aby zaatakowali przed klęską Niemiec. Niezależnie od działań prowadzonych na Pacyfiku, japoński wywiad prowadził działania, mające na celu ustalenie, kiedy i gdzie radziecki atak miał nastąpić.
Podczas konferencji w Jałcie w lutym 1945 roku Roosevelt zapewnił Stalinowi akceptację radzieckiej ekspansji na Dalekim Wschodzie, w zamian za zgodę na przystąpienie do wojny na Pacyfiku w ciągu dwóch lub trzech miesięcy po pokonaniu Niemiec. W połowie marca sytuacja Japończyków stawała się bardzo ciężka i wycofali oni swoje elitarne wojska z Mandżurii, aby wesprzeć działania obronne na Pacyfiku. Tymczasem Sowieci stale zwiększali zainteresowanie ekspansją na Dalekim Wschodzie, decydując o nieprzedłużeniu paktu o nieagresji z Japonią. Warunki paktu wymagały powiadomienia drugiej strony o jego wygaśnięciu z 12-miesięcznym wyprzedzeniem, więc 5 kwietnia 1945 roku Sowieci poinformowali Japończyków, że nie chcą odnawiać paktu. Wywołało to poważne zaniepokojenie u Japończyków, ale rząd radziecki dołożył wszelkich starań, aby zapewnić ich, że traktat będzie obowiązywał przez kolejne dwanaście miesięcy i że Japończycy nie mają się czym martwić.
Niemcy poddały się tuż po północy czasu moskiewskiego 9 maja 1945 roku, co oznaczało, że jeśli Sowieci chcieli uszanować postanowienia z Jałty, musieli przystąpić do wojny z Japonią najdalej do 9 sierpnia. Sytuacja Japonii, która była teraz jedynym państwem Osi, jakie pozostało jeszcze w wojnie, nadal się pogarszała. Japończycy chcieli pozostać w pokoju ze Związkiem Radzieckim i ostatecznie doprowadzić do zakończenia wojny. Od czasu Jałty wielokrotnie próbowali przekonać Sowietów do przedłużenia paktu o nieagresji, a także próbowali wciągnąć ich do mediacji w negocjacjach pokojowych z zachodnimi aliantami. Sowieci nie zrobili nic, aby zniechęcić do tych propozycji, zamiast tego chętnie przeciągali proces tak długo, jak to możliwe, jednocześnie kontynuując przygotowywanie swoich sił inwazyjnych. Jednym z celów gabinetu admirała Kantarō Suzukiego po objęciu urzędu w kwietniu było podjęcie próby wynegocjowania jakichkolwiek warunków pokojowych poza bezwarunkową kapitulacją. Pod koniec czerwca ponownie zwrócili się do Sowietów, zapraszając ich do mediacji z zachodnimi aliantami w celu wsparcia Japonii, przedstawiając im konkretne propozycje. W zamian byli gotowi zaoferować Sowietom bardzo atrakcyjne ustępstwa terytorialne. Stalin pozornie wyraził zainteresowanie, a Japończycy oczekiwali teraz oficjalnej odpowiedzi Sowietów, nawet gdy ci nadal celowo jej unikali. Konferencja poczdamska odbyła się w dniach od 16 lipca do 2 sierpnia; 24 lipca Związek Radziecki wycofał z Japonii cały personel ambasady wraz z rodzinami. 26 lipca konferencja doprowadziła do podpisania deklaracji poczdamskiej, w której Winston Churchill, Harry Truman i Czang Kaj-szek zażądali bezwarunkowej kapitulacji Japonii. Japończycy unikali odpowiedzi na deklarację, zamiast tego nadal czekali na wyjaśniającą odpowiedź Sowietów.
Japończycy monitorowali ruch na Kolei Transsyberyjskiej i działania Sowietów na wschód od Mandżurii. W połączeniu z taktyką opóźniania sugerowało to, że Sowieci nie będą gotowi do inwazji na wschodnią Mandżurię przed końcem sierpnia. Japończycy nie mieli żadnych konkretnych informacji o tym, kiedy i gdzie nastąpi inwazja. Oszacowali, że atak nie był prawdopodobny przed wiosną 1946 roku, ale Stawka faktycznie planowała ofensywę w połowie sierpnia, skutecznie ukrywając gromadzenie sił 90 dywizji. Wiele radzieckich jednostek przejechało przez Syberię we własnych pojazdach, aby uniknąć przeciążenia jedynego dostępnego połączenia kolejowego.
O godzinie 23:00 czasu Władywostoku (UTC+10) 8 sierpnia 1945 roku radziecki minister spraw zagranicznych Wiaczesław Mołotow poinformował ambasadora Japonii w Moskwie Naotake Satō, że Związek Radziecki wypowiedział wojnę Japonii i że od dnia 9 sierpnia rząd radziecki będzie uważał się za pozostającego w stanie wojny z Japonią. O północy czasu Władywostoku 9 sierpnia 1945 roku Armia Czerwona rozpoczęła inwazję jednocześnie na trzech kierunkach – od wschodu, zachodu i północy.

## Przebieg działań

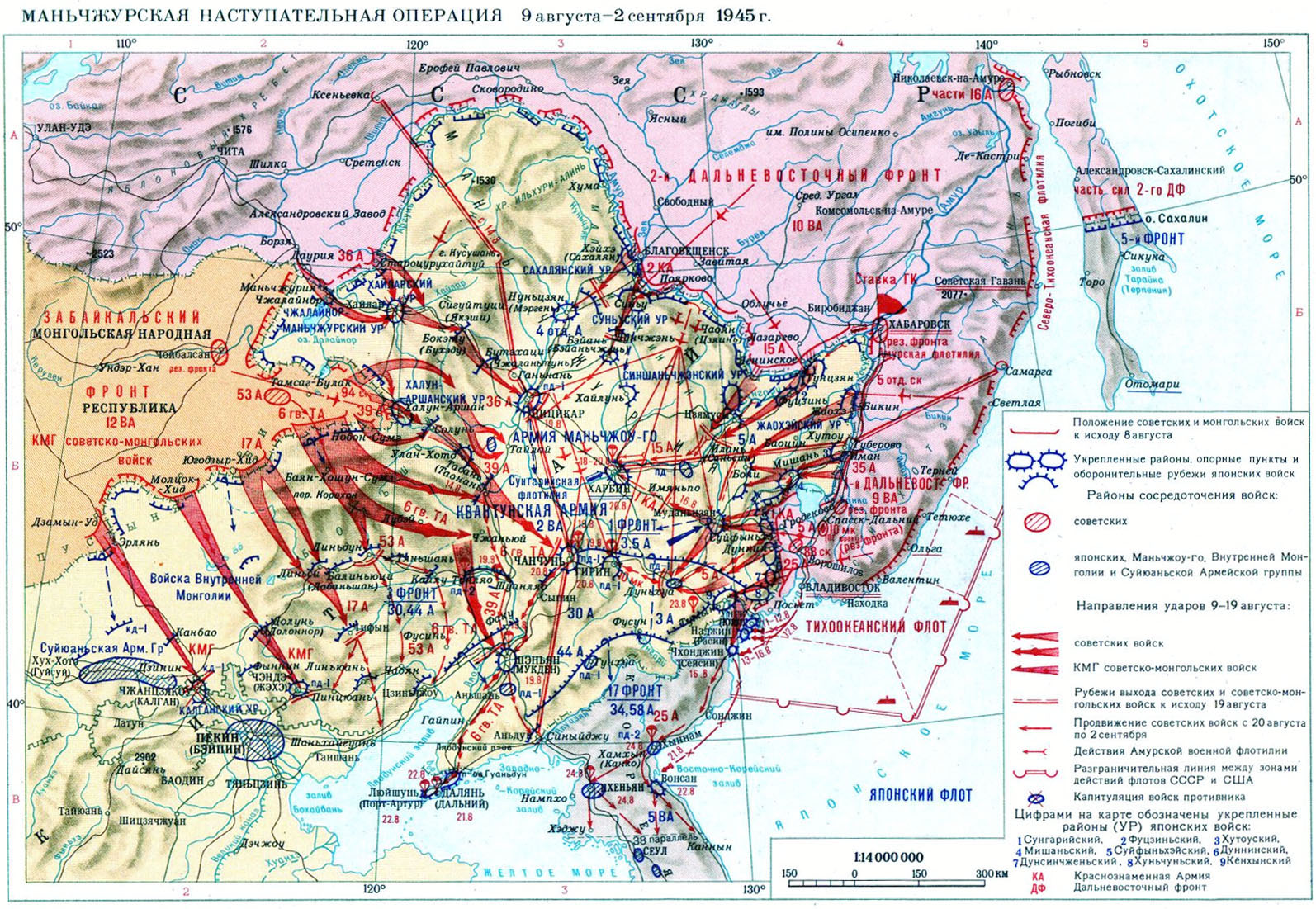
Schemat operacji

Operacja została przeprowadzona w formie klasycznego podwójnego manewru okrążającego na obszarze wielkości całego zachodnioeuropejskiego teatru II wojny światowej. W zachodnim manewrze okrążającym Armia Czerwona posuwała się przez pustynie i góry z terytorium sojuszniczej Mongolii, daleko od swoich kolejowych linii zaopatrzeniowych. Takiej możliwości w ogóle nie wzięła pod uwagę analiza japońskiego wywiadu, dlatego obrońcy zostali zaskoczeni na nieufortyfikowanych pozycjach. W dodatku dowódcy Armii Kwantuńskiej byli wtedy zaangażowani w ćwiczenia planistyczne i przez pierwsze osiemnaście godzin inwazji przebywali z daleka od swoich sił, co w kluczowym dla przebiegu operacji czasie zupełnie sparaliżowało japoński system dowodzenia.
Japońska infrastruktura komunikacyjna na obszarze operacji była słaba i Japończycy bardzo szybko stracili łączność ze swoimi wysuniętymi jednostkami. Jednak Armia Kwantuńska miała reputację zaciekłych i nieustępliwych wojowników i chociaż była niedostatecznie uzbrojona i nieprzygotowana, stawiła silny opór w mieście Hailar, co związało część sił radzieckich. Japońscy obrońcy wytrwali tam do 18 sierpnia, kiedy to 3827 ocalałych poddało się. W tym samym czasie radzieckie jednostki powietrznodesantowe przejęły lotniska i centra miast przed dotarciem tam wojsk lądowych, a samoloty WWS dostarczały paliwo tym jednostkom, które wyprzedziły swoje pojazdy zaopatrzeniowe.
Ponieważ japońskie działa przeciwpancerne kal. 37 mm i 47 mm nadawały się do walki jedynie z lekkimi czołgami radzieckimi, japońskie siły zdecydowały się użyć oddziałów zamachowców-samobójców uzbrojonych w granaty i materiały wybuchowe jako swojej improwizowanej broni przeciwpancernej. Japońskie lotnictwo wojskowe wykonało też kilka ataków kamikadze, aby uderzyć w radzieckie cele pancerne i fortyfikacje, próbując w ten sposób powstrzymać radziecki postęp.
Niemniej jednak perspektywa szybkiej porażki japońskiej armii wydawała się daleka od oczywistości. Biorąc pod uwagę fanatyczny i czasami samobójczy opór stawiany przez japońskie siły w bitwa o Iwo Jimę i Okinawę, istniały wszelkie powody, by sądzić, że atakujących czeka długa, trudna walka w celu zdobycia ostatnich japońskich obszarów umocnionych. W niektórych punktach ofensywy radzieckiej przewidywania te spełniły się.
Sowieckie kleszcze ze wschodu przekroczyły rzekę Ussuri i posunęły się wokół jeziora Chanka, atakując w kierunku Suifenhe, i chociaż japońscy obrońcy walczyli zaciekle i stawiali silny opór, siła atakujących Sowietów okazała się przytłaczająca.

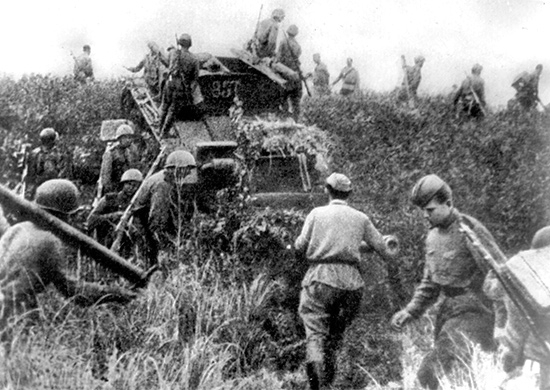
Wojska radzieckie przekraczające granicę Mandżurii, 9 sierpnia 1945

Po tygodniu walk, podczas których wojska radzieckie wniknęły głęboko w obszar Mandżurii, cesarz Japonii Hirohito zapisał Gyokuon-hōsō, orędzie do narodu japońskiego, które zostało wyemitowane przez radio 15 sierpnia 1945 roku. Przemówienie nie zawierało bezpośredniego odniesienia do kapitulacji Japonii, zamiast tego stwierdzało, że rząd otrzymał polecenie pełnego zaakceptowania warunków deklaracji poczdamskiej. Stworzyło to zamieszanie w umysłach wielu słuchaczy, którzy nie byli pewni, czy Japonia się poddała. Słaba jakość dźwięku audycji radiowej, a także formalny język dworski, w którym napisano przemówienie, pogłębiły zamieszanie.
Kwatera Główna Cesarskiej Armii Japońskiej nie przekazała natychmiast rozkazu zawieszenia broni Armii Kwantuńskiej, a wiele jej oddziałów albo go nie zrozumiało, albo zignorowało. W związku z tym, punkty zaciekłego oporu Armii Kwantuńskiej były nadal utrzymywane, a Sowieci kontynuowali ofensywę, w dużej mierze omijając odizolowane kotły i tak docierając do Mukdenu, Changchun i Qiqihar do 20 sierpnia. Rozkaz zawieszenia broni został ostatecznie przekazany Armii Kwantuńskiej, ale wcześniej wojska radzieckie osiągnęły już większość swoich zdobyczy terytorialnych w tej operacji.

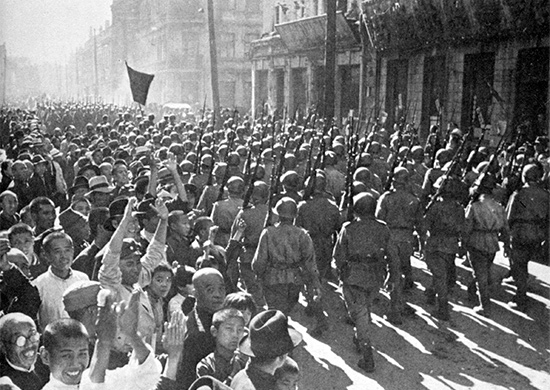
Armia Czerwona wkraczająca do Harbinu, 21 sierpnia 1945

Na prawym skrzydle radzieckim Radziecko-Mongolska Grupa Kawalerii Zmechanizowanej wkroczyła do Mongolii Wewnętrznej i szybko zajęła Dolon Nur oraz Kałgan. Samozwańczy cesarz Mandżukuo (i były cesarz Chin) Puyi został schwytany przez Armię Czerwoną.
18 sierpnia przeprowadzono kilka radzieckich operacji desantowych poprzedzających wkroczenie głównych sił lądowych: trzy desanty w północnej Korei, jeden na południowym Sachalinie i jeden na Wyspach Kurylskich. Na Sachalinie i Kurylach natychmiast po wkroczeniu Armii Czerwonej rozpoczęło się ustanawianie radzieckiej administracji, będącej wstępem do aneksji tych terytoriów w skład ZSRR.
Postęp Armii Czerwonej został zatrzymany w niewielkiej odległości od rzeki Jalu, u nasady półwyspu Koreańskiego, gdy nawet zaopatrzenie lotnicze stało się niedostępne. Jednak siły już znajdujące się w Korei po wcześniejszych desantach morskich były w stanie przejąć kontrolę nad północną częścią półwyspu. Zgodnie z wcześniejszymi ustaleniami z rządem amerykańskim w sprawie podziału Półwyspu Koreańskiego, wojska radzieckie zatrzymały się na 38. równoleżniku, pozostawiając nadal Japończykom kontrolę nad południową częścią półwyspu. Dopiero 8 września 1945 roku wojska amerykańskie wylądowały w Inczonie, rozpoczynając rozbrajanie Japończyków na południu Korei.

## Następstwa

Cmentarz żołnierzy Armii Czerwonej w Manzhouli

Operacja mandżurska była ważnym czynnikiem, który przyczynił się do kapitulacji Japonii i zakończenia II wojny światowej, a także pozwoliła Moskwie skutecznie zabezpieczyć swoje interesy na Dalekim Wschodzie. Radziecka okupacja Mandżurii wraz z północnymi częściami półwyspu Koreańskiego pozwoliła na przekazanie części tych regionów przez Związek Radziecki pod kontrolę lokalnych komunistów po wycofaniu się Armii Czerwonej w 1946 roku, pomimo porozumienia podpisanego rok wcześniej pomiędzy rządem radzieckim a Kuomintangiem. Kontrola tych regionów przez rządy komunistyczne wspierane przez władze radzieckie miała się okazać czynnikiem wzrostu siły chińskich komunistów i ukształtować podłoże polityczne wojny koreańskiej.
Japońscy żołnierze i wszyscy sprawni mężczyźni wzięci do niewoli w Mandżurii zostali przewiezieni do obozów pracy na Syberii, gdzie wielu z nich zmarło. Z perspektywy radzieckiej postrzegano to jako zemstę za porażkę Rosji w wojnie rosyjsko-japońskiej 1905 roku. Opowieści o tym, jak źle Sowieci traktowali Japończyków, zostały rozpowszechnione w Pekinie przez japońskich uchodźców ewakuowanych z Mandżurii, wywołując panikę wśród miejscowej ludności japońskiej; jednak Rosjanie dotrzymali umowy z Czang Kaj-szekiem i nie wkroczyli do właściwych Chin.
Kilka tysięcy cywilnych Japończyków, którzy zostali wysłani jako kolonizatorzy do Mandżukuo i Mongolii Wewnętrznej, zostało na tych terenach. Większość Japończyków pozostawionych w Chinach to kobiety, które poślubiły Chińczyków i stały się znane jako „porzucone żony wojenne” (zanryu fujin). Ponieważ miały dzieci z Chińczykami, a Japonkom nie wolno było zabierać ze sobą swoich chińskich rodzin do Japonii, większość z nich zdecydowała się pozostać. Ówczesne japońskie przepisy dotyczące obywatelstwa zezwalały tylko dzieciom japońskich ojców na zostanie obywatelami Japonii.
Pod koniec 1949 roku wielu byłych żołnierzy Armii Kwantuńskiej, którzy zostali schwytani podczas sowieckiej inwazji na Mandżurię, zostało skazanych w związku z działalnością Jednostki 731 i powiązanych formacji za ich udział w zbrodniach przeciwko ludzkości oraz użycie broni chemicznej oraz biologicznej.

## Zbrodnie wojenne
Podczas inwazji na Mandżurię radzieccy żołnierze dokonywali mordów i gwałtów na japońskich cywilach. Najbardziej znanym przykładem była masakra w Gegenmiao, gdzie radzieccy żołnierze z jednostki pancernej zamordowali ponad tysiąc japońskich kobiet i dzieci. Mienie zamordowanych Japończyków zostało splądrowane. Radziecka jednostka odpowiedzialna za tę masakrę popełniła wcześniej podobne zbrodnie na niemieckich cywilach w Prusach Wschodnich.
Według radzieckiego historyka Wiaczesława Zimonina wielu japońskich osadników popełniło zbiorowe samobójstwo w obawie przed zbliżającą się Armią Czerwoną. Japońska armia również często brała udział w zabijaniu cywilów. Matki były zmuszane przez japońskie wojsko do zabijania własnych dzieci, po czym same były zabijane lub odbierały sobie życie. Dowódca 5 Armii, generał Shimizu, skomentował, że „każdy naród żyje i umiera według własnych praw”. Ranni japońscy żołnierze, którzy nie byli w stanie poruszać się o własnych siłach, byli często pozostawiani na śmierć, gdy ich jednostka się wycofywała.
Raporty brytyjskie i amerykańskie wskazują, że wojska radzieckie, które okupowały Mandżurię, rabowały i terroryzowały również chińską ludność Mukdenu, gdzie dostały przyzwolenie od swojego dowództwa na „trzy dni gwałtów i grabieży”. W Harbinie wojska radzieckie zignorowały protesty przywódców Komunistycznej Partii Chin dotyczące masowych gwałtów i grabieży. Miało miejsce kilka incydentów, w których chińskie siły policyjne w Mandżurii aresztowały lub nawet zabiły żołnierzy radzieckich za popełnienie różnych przestępstw, co doprowadziło do konfliktów między władzami radzieckimi i chińskimi w Mandżurii.
Podczas sowieckiej okupacji północnej części Korei donoszono, że żołnierze radzieccy dopuszczali się gwałtów zarówno na kobietach japońskich, jak i koreańskich. Żołnierze radzieccy rabowali również własność Japończyków i Koreańczyków mieszkających w północnej Korei. Wkraczający Sowieci rościli sobie prawa do japońskich przedsiębiorstw w Mandżurii i północnej Korei, z których wywieźli cenne materiały i sprzęt.
Czerwonoarmiści schwytali japońskie dziewczęta na lotnisku Beian, gdzie przebywało łącznie 1000 japońskich cywilów, wielokrotnie gwałcąc po 10 dziewcząt dziennie, jak wspomina Yoshida Reiko, i wielokrotnie gwałcąc 75 japońskich pielęgniarek w szpitalu wojskowym Sunwu. Sowieci odrzucali wszystkie prośby japońskich oficerów o zaprzestanie gwałtów, odpowiadając, że muszą im oddać swoje kobiety jako łupy wojenne.
Radzieccy żołnierze zgwałcili japońskie kobiety z grupy japońskich rodzin, które próbowały uciec ze swoich osiedli 14 sierpnia i udać się do Mudanjiangu. Inna grupa japońskich kobiet, która 15 sierpnia próbowała uciec do Harbinu, ale wróciła do swoich osiedli, została zgwałcona przez radzieckich żołnierzy.
Konstantin Asmołow z Centrum Badań Koreańskich Rosyjskiej Akademii Nauk odrzuca zachodnie relacje o sowieckiej przemocy wobec cywilów na Dalekim Wschodzie jako przesadę i plotki oraz twierdzi, że oskarżenia o masowe zbrodnie popełnione przez Armię Czerwoną niesłusznie przenoszą odpowiedzialność za „odosobnione incydenty” na prawie dwa miliony żołnierzy radzieckich na Dalekim Wschodzie. Według niego oskarżenia te obalają dokumenty z tamtego okresu, z których jasno wynika, że tego typu zbrodnie były znacznie mniejszym problemem niż w Niemczech. Asmołow twierdzi ponadto, że Armia Czerwona ścigała swoich przestępców, podczas gdy karanie niemieckich i japońskich „gwałcicieli i rabusiów” przez własne władze podczas II wojny światowej było praktycznie niespotykane.